# صدات پکر
صَدات پَکَر یا سَدات پَکَر (به ترکی: Sedat Peker)، (۲۶ ژوئن ۱۹۷۱ در آداپازاری - ) یک رهبر باندهای مافیایی اهل ترکیه است. او طی افشاگری‌هایی که در کانال یوتیوب‌اش انجام داد، ادعای تأییدنشده‌ای را دربارۀ سیاستمداران ترکیه‌ای و چندین مورد مشارکت حکومت ترکیه در فعالیت‌های غیرقانونی مطرح کرده‌است. صدات پکر بیش از هر چیز به سبب گرایش سیاسی پان‌ترکیستی‌اش شناخته می‌شود. او خود را پان‌ترکیست و تورانیست معرفی کرده‌است.

## زندگی
صدات پکر در آداپازاری در استان سقاریه در ترکیه به دنیا آمد. او به مدت زمان قابل توجهی در آلمان زندگی کرده است. او در مصاحبه‌ای که در سال ۱۹۹۹ با روزنامۀ ملیت انجام داده، خود را پان‌ترکیست و تورانیست معرفی کرده‌است. بر اساس داده‌هایی که توسط وزارت کشور ترکیه و با همکاری با تشکیلات پلیس و واحد مبارزه با جرایم سازمان‌یافته در مارس ۲۰۲۱ منتشر شده‌است، پس از باند علاءالدین چاکیجی با ۴۲۸ نفر و باند صدات شاهین با ۲۵۷ نفر عضو، باند صدات پکر با ۲۵۳ نفر عضو سومین باند بزرگ تبهکاری در ترکیه است.
پکر اقدام به قتل عبدالله توپچو قاچاقچی مواد مخدر کرد، اما تبرئه شد. این در حالی بود که دو متهم دیگر که در آن پرونده به عنوان اجیرشدگان پکر در نظر گرفته شده‌بودند به حبس ابد محکوم شدند. او سپس به رومانی رفت و از این میان برای تهدید و ارعاب، اخاذی و تحریک به قتل مورد تعقیب قرار گرفت. چنانچه گزارش شده پکر در این زمان مورد ملاقات یک وزیر و یک نمایندهٔ مجلس از حزب مام میهن قرار گرفته و به وی تضمین داده شده که در برابر انجام کار نامشخصی در صورت بازگشت تنها به مدت کوتاهی زندانی خواهد شد.
پکر در روز ۱۷ اوت ۱۹۹۸ با میل خودش به ترکیه بازگردانده شد و تسلیم مقامات شد. در سپتامبر ۱۹۹۸ پرونده‌ای علیه او گشوده شد. او در رابطه با جرائمی که بدان محکوم شده‌بود به جرم خود اعتراف کرد و به جرم تشکیل یک سازمان جنایتکار مقصر شناخته‌شد. پکر در جریان دادرسی اظهارات جالب توجهی بیان کرد که هرگز آن‌ها را پس نگرفت:
«یک نمایندۀ قدیمی مجلس پیامکی به من ارسال کرد که در آن گفته شده‌بود من نبایستی متکبرانه رفتار کنم. من می‌خواهم همه چیز را به شما (دادگاه) بگویم، به این خاطر که اگر این کار را نکنم ممکن است یک اقدام به خودکشی در شرایط مشکوک برای من اتفاق بیفتد.»
دادستان‌ها حداقل ۷۴ سال زندان برای او درخواست کردند، اما پکر تنها به ۸ ماه و ۲۹ روز زندان محکوم شد. او نهایتاً در ۲۴ مه ۱۹۹۹ آزاد شد.
پکر در روز ۱۲ مه ۲۰۰۵ در جریان عملیات پروانه دستگیر شد. او در روز ۳۱ ژانویهٔ ۲۰۰۷ به خاطر تشکیل و رهبری جرائم سازمان‌یافته، سرقت، جعل اسناد و دو فقره حبس غیرقانونی مقصر شناخته شد و به ۱۴ سال و ۵ ماه حبس محکوم شد.
پکر در ۳۰ مه ۲۰۰۸ در جریان حبس با اوزگه ییلماز وکیل خود ازدواج کرد.
گفته شده که پکر در سازمان زیرزمینی ارگنه‌کون ترکیه عضویت دارد. ولی کوچوک سرتیپ بازنشسته و بنیانگذار سازمان اطلاعاتی ژاندارمری ترکیه (ژیتم) در سال ۲۰۰۸ گفت که پکر "پسر یک دوست" است. پکر در روز ۵ اوت ۲۰۱۳ در جریان دادگاه ارگنه‌کن به ده سال زندان محکوم شد؛ با این وجود او و دیگر محکومان چند ماه بعد آزاد شدند.
پکر در روز ۱۳ ژانویهٔ ۲۰۱۶ در سخنانی که بسیار مورد توجه قرار گرفت اظهار داشت که استادان دانشگاهی که نامهٔ اعتراضی در حمایت از صلح نوشته‌اند به زودی قتل عام خواهند شد:
«ما اجازه خواهیم داد که خون شما جاری بشود و تماشا خواهیم کرد که چگونه در خون خودتان غرق خواهید شد.»
او به خاطر این سخنان تحت پیگرد قرار گرفت، اما در ژوئیهٔ ۲۰۱۸ تبرئه شد.
صدات پکر دو هفته پس از کودتای نافرجام ژوئیۀ ۲۰۱۶ با اردوغان بیعت کرد. او در گردهمایی‌های زیادی شرکت کرد و عکس او در کنار اردوغان به صورت پوسترهایی بزرگ در محل‌های سخنرانی آویزان ‌شد. پکر در این میتینگ‌ها به منظور نشان دادن وفاداری‌اش به گرایش ملی-مذهبی اردوغان، با یک دستش علامت بوزقورد (گرگ خاکستری، نماد پان‌ترکیسم) و با دست دیگر علامت رابعه (نماد اخوان‌المسلمین و اسلام سیاسی) را نشان می‌داد.
رابطۀ پکر با حکومت ترکیه تا سال ۲۰۲۰ بسیار خوب بود، اما پس از آن به دلیل اختلافات تجاری پرونده‌‌ای علیه او در دادگاه به جریان افتاد و پکر نیز از ترکیه فرار کرد و در مونته‌نگرو مخفی شد. پکر در ۲۰ ژانویهٔ ۲۰۲۱ در اسکوپیه در مقدونیه شمالی دستگیر شد و از طریق کوزوو به ترکیه مسترد شد.

## دور اول از افشاگری‌ها
صدات پکر در مونته‌گرو برای اولین بار اقدام به انتشار مسائلی از پشت پردۀ روابط قدرت در سیاست ترکیه کرد. او گفت که برات آلبایراک داماد اردوغان علیه او دست به پرونده‌سازی زده‌است. به گفتۀ پکر در ترکیه از او به جرم فروش سلاح به یگان‌های مدافع خلق شکایت شده‌است. پکر هرگونه ارتباط با یگان‌های مدافع خلق و فروش سلاح به آن‌ها را تکذیب کرد، او گفت که نه به آن‌جا،‌ بلکه به جمعیت مسلمانان تُرک در سوریه سلاح فروخته و نام او در فهرست هدف سازمان‌های تروریستی قرار گرفته‌است. او گفت که حکومت ترکیه در مقدونیه برای حفاظت از جان او نیروهای محافظ قرار داده‌‌بوده‌است.

## فروش سلاح به مخالفان سوری
جوهری گوون روزنامه نگار ترکیه‌ای ادعا کرده‌است که صدات پکر در سال‌های جنگ سوریه در ارسال و فروش سلاح به سوریه نقش عمده‌ای داشته‌است. به گفتهٔ او خانوادهٔ رجب طیب اردوغان و داماد او برات آلبایراک در این زمینه با او همکاری می‌کرده‌اند. به ادعای جوهری گوون صدات پکر به معاملهٔ اسلحه با داعش پرداخته و از این راه سود کلانی به دست آورده‌است. با این وجود او پس از کسب سود زیاد ناگهان ناپدید شده‌است. در همین زمان برات آلبایراک با همکاری سرحد آلبایراک برادرش که مافیای رسانه‌ای حکومت اردوغان را اداره می‌کند به انتشار اخباری علیه صدات پکر در نشریات حکومتی پرداخته و پروژهٔ حذف او را آغاز کرده‌است. به دنبال این اخبار، حکم تعقیب پکر نیز صادر شده‌است. اما او موفق شده با گذرنامهٔ جعلی از ترکیه فرار کرده و پس از فرار سه بار کشور محل سکونت خود را تغییر دهد.

## دور دوم از افشاگری‌ها
صدات پکر پس از گذشت تقریباً یک سال از دور اول از افشاگری‌هایش، این بار در امارات متحدۀ عربی و در ماه مه ۲۰۲۱ با انتشار ویدئوهایی دست به افشاگری زد. او در روزهای ۲، ۶، ۹، ۱۲، ۱۵، ۱۹، ۲۲ و ۲۹ ماه مه و ۵ ژوئن ۲۰۲۱ با انتشار نُه ویدئو در وب‌سایت خود اقدام به افشاگری‌هایی در رابطه با جریانات پشت پردهٔ حکومت ترکیه و حزب عدالت و توسعه کرد که حکومت را در این کشور در دست دارد. او قول داده که در مجموع ۱۲ ویدئو منتشر کند. صدات پکر مدعی شد که محمولهٔ ۵ تنی کوکایین که توسط پلیس کلمبیا در مسیر انتقال به ترکیه کشف شده‌است درواقع متعلق به ادارهٔ امنیت ترکیه بوده‌است. به گفتهٔ پکر کلیهٔ فعالیت‌های مربوط به قاچاق مواد مخدر در ترکیه زیر نظر ادارهٔ امنیت و شخص محمد آغار وزیر کشور سابق و رئیس پلیس استانبول انجام می‌شود که یکی از اعضای ارشد حزب عدالت و توسعه است.
صدات پکر با ذکر اطلاعات جزئی فاش ساخت که پرونده‌های مربوط به زولفو تولگا آغار فرزند محمد آغار که به جرم تیراندازی دستگیر شده‌بود با اعمال نفوذ محمد آغاز امحاء و از دستور کار خارج شده‌است. او همچنین جزئیات بسیار دقیقی را در رابطه با قتل یلدانا قهرمان دختر دانشجو و خبرنگار اهل قزاقستان توسط محمد آغار و تولگا آغار افشا کرده‌است. یلدانا قهرمان برای انجام مصاحبه با تولگا آغار که از حزب عدالت و توسعه به نمایندگی الازیغ در مجلس ترکیه رسیده‌بود به دفتر او مراجعه کرده‌بود، اما در همان روز از تولگا آغار به اتهام تجاوز علیه خودش دست به شکایت زده‌بود. او فردای آن روز و در حالی که قرار بود برای تحقیقات بیشتر به پزشکی قانونی مراجعه کند در منزل خود کشته‌شد. اما دادستانی الازیغ با اعلام خودکشی به عنوان علت مرگ پروندهٔ یلدانا قهرمان را مختومه اعلام کرده‌بود.
جوهری گوون روزنامه‌نگار ترکیه‌ای افشاگری‌های صدات پکر را با رقابت سلیمان سویلو و محمد آغار در درون حزب عدالت و توسعه مرتبط دانسته و معتقد است که پکر که تاکنون چیزی در رابطه با سویلو بر زبان نیاورده و اظهارات او مورد استقبال رسانه‌های نزدیک به سویلو قرار گرفته‌است، درواقع با افشاگری علیه برات آلبایراک داماد رجب طیب اردوغان شخص اردوغان را هدف قرار داده‌است. به باور گوون این افشاگری‌ها درواقع موازنهٔ قدرتی بین سلیمان سویلو و محمد آغار است که دو جناح اصلی را در درون حزب عدالت و توسعه نمایندگی می‌کنند. جوهری گوون مدعی است که اطلاعاتی که توسط صدات پکر افشا شده‌است توسط سلیمان سویلو به او منتقل شده‌است.
پکر در ویدئوهایش چندین بار به سلیمان سویلو وزیر کشور اشاره کرد و گفت که سویلو به او اطمینان داده که از طریق واسطه‌ها می‌تواند به ترکیه بازگشته و رفع تعقیب شود، اما به قول خود عمل نکرده‌است. پکر سویلو را بلیط بازگشت خود نامیده‌است. سلیمان سویلو این ادعای پکر را تکذیب کرده‌است.
پکر در ویدئوی هفتم خود در روز ۲۲ مه مدعی شد که پسر بن‌علی ییلدیریم، نخست وزیر پیشین ترکیه و نایب رییس کنونی حزب عدالت و توسعه در قاچاق مواد مخدر نقش دارد. به گفتۀ پکر او به ونزوئلا رفته تا یک مسیر جدید قاچاق مواد مخدر بین آمریکای جنوبی و ترکیه تأسیس کند. به گفتۀ پکر جابجایی پول بر عهده فردی در جمهوری ترک قبرس شمالی بوده‌است. ییلدیرم و آن فرد ساکن قبرس شمالی این اتهامات را رد کردند و پسر ییلدیریم نیز از پکر شکایت کرده است.

## ویدئوهای چهارم تا ششم
صدات پکر در روزهای ۱۲، ۱۵ و ۱۹ ماه مه در سه فایل ویدئویی دیگر به ادامهٔ افشاگری‌های خود پرداخت.

## قتل ساواش بولدان
در هفتمین فایل ویدئویی صدات پکر که در روز ۲۲ ماه مه منتشر شد، صدات پکر در رابطه با پروندهٔ قتل‌های دههٔ ۱۹۹۰ در ترکیه دست به افشاگری زد. به گفتهٔ او محمد آغار وزیر کشور سابق و رئیس پلیس فعلی، و کورکوت اکن معاون رئیس سازمان میت ترکیه مافیای ترانزیتی  مسئول قتل اوغور مومجو نویسنده و روزنامه‌نگار، ساواش بولدان (همسر پروین بولدان) بازرگان کُرد دوستانش هستند. پکر همچنین ادعا کرد که تانسو چیللر نخست وزیر وقت ترکیه در جریان اقدامات محمت آغار بوده‌است.

## قتل و حمله به روزنامه‌نگاران
به گفتۀ صدات پکر وی در حمله‌ای که حامیان حکومت اردوغان در سال ۲۰۱۵ به دفتر روزنامۀ حریت انجام داده‌اند مشارکت داشته‌است. او همچنین در رابطه با قتل دو روزنامه‌نگار ترک قبرسی به نام‌های اوغور مومجو و کوتلو آدالی که مخالف دولت ترکیه بودند و در سال‌های ۱۹۹۳ و ۱۹۹۶ به قتل رسیدند ادعاهایی مطرح کرده‌است. او محمد آغار وزیر کشور سابق و رئیس پلیس فعلی و کورکوت اکن معاون رئیس سازمان میت ترکیه را مسئول قتل اوغور مومجو دانسته‌است.

## واکنش‌ها به افشاگری‌های پکر

### احضار به پلیس دوبی
صدات پکر در ابتدا به مخاطبانش وعده داده‌بود که ۱۲ ویدئو منتشر خواهد کرد. او در هشتمین ویدئوی خود با عنوان «نهال‌هایی که در توفان رشد می‌کنند، با نسیم نمی‌افتند» رجب طیب اردوغان را مخاطب قرار داده و تهدید کرده‌بود که در قسمت‌های بعدی افشاگری‌هایش مستقیماً با خود او سخن خواهد گفت. با این وجود وی پس از انتشار ویدئوی نهم در ۵ ژوئن برای مدتی هیچ ویدئویی منتشر نکرده‌است. در این میان اخبار مبنی بر احضار و بازجویی وی توسط پلیس دوبی منتشر شده‌است. بر اساس این اخبار وی پس از چند ساعت آزاد شده‌است. گفته می‌شود که ویدئوهای بعدی پکر به کارهای اردوغان می‌پرداخته و به دلیل تلاش بلال اردوغان پسر رجب طیب اردوغان برای حصول توافق با صدات پکر این ویدئوهای منتشر نشده‌است. ایمر اولور مشاور پکر در گفتگو با رویترز احضار پکر به پلیس دوبی را تأیید کرده‌است. با این وجود وی صدور هرگونه قرار تعقیب پکر از جانب اینترپل را تکذیب کرده‌است.

### واکنش آکپارتی
محمد آغار، اردوغان و سویلو تمام اتهامات صدات پکر را رد کرده‌اند. سلیمان سویلو دو بار در برنامه‌های زندۀ شبکه‌های تلویزیونی حاضر شد و به ادعاهای صدات پکر دربارۀ خودش پاسخ داد. با این وجود بسیاری از تحلیلگران بر این باور بودند که سویلو تلاش کرده تا توپ را به زمین اردوغان بیندازد و حتی به صورت ضمنی اردوغان را تهدید کند. با این وجود اردوغان تلاش کرد تا هرگونه عدم توافق با سلیمان سویلو را تکذیب کند. اردوغان به اعضای حزب عدالت و توسعه دستور داده که به هیچ عنوان دربارۀ صدات پکر اظهار نظر نکنند. علاوه بر این او در جلسۀ شورای مرکزی و هیأت اجرایی حزب عدالت و توسعه به سلیمان سویلو وزیر کشور دستور داد که اکیداً در هیچ برنامۀ تلویزیونی شرکت نکند.

### تأثیر بر افکار عمومی
صدات پکر برای ادعاهای خود هیچ سندی منتشر نکرده‌است. اما از سران حکومت خواسته در این رابطه پاسخ بدهند. با این وجود مؤسسۀ تحقیقاتی اوراسیا در یک نظرسنجی اعلام کرده که ۷۵ درصد از شهروندان ادعاهای صدات پکر را باور کرده‌اند. بر اساس این نظرسنجی ۴۲/۳ درصد از طرفداران ائتلاف حاکم و ۸۰ درصد از طرفداران اپوزیسیون پاسخ‌های سلیمان سویلو وزیر کشور در برنامه‌های تلویزیونی به اتهامات نسبت داده شده به وی را قانع‌کننده ندانسته‌اند. همچنین ۵۲/۴ درصد افراد گفته‌اند که قطعاً به اردوغان رأی نخواهند داد.

### شکایت حزب رهایی خلق
حزب رهایی خلق پس از افشاگری‌های صدات پکر در رابطه با حمایت تسلیحاتی حزب حاکم عدالت و توسعه از تروریست‌های جبهه النصره شکوائیه‌ای را علیه اردوغان رئیس‌جمهور و رئیس حزب عدالت و توسعه، احمد داووداغلو نخست‌وزیر وقت، افکان علا وزیر کشور، هاکان فیدان رئیس سازمان اطلاعات ترکیه (میت)، عدنان تانریوردی رئیس سابق SADAT، ملیح تانریوردی رئیس فعلی SADAT، اعضای SADAT، متین کراتلی رئیس امور اداری نهاد ریاست جمهوری، مراد سانجاک و رمضان اوزتورک دو بازرگان، ابوعبدالرحمان مدیر اقتصادی جبهه النصره، و صدات پکر رئیس مافیای جرایم سازمان‌یافته تنظیم کرد که در آن این افراد به آغاز جنگ با کشور همسایه سوریه بدون تصمیم مجلس، تحریک کردن برای جنگ علیه دولت، رفتارهای خصمانه علیه دولت همسایه متهم شده‌اند.